# ディグダグ ディギング ストライク
『ディグダグ ディギング ストライク』 (Dig Dug: Digging Strike)は、2005年9月8日にナムコ（後のバンダイナムコエンターテインメント）より発売されたニンテンドーDS用ゲーム。

## 概要
『ディグダグ』と『ディグダグII』を融合させたシステム。4方向の十字キーと6つのボタンを使用する。6つのボタンのうち1つは従来通りモリを打ち敵を直接倒すことに使い、2つは「画面視点」の切替、残り3つは「足止めアイテム」「ススムアイテム」「ウェポン」とそれぞれ使用するために振り分けられている。地中を掘り進んで、地面に刺さっているビックイ（大きな杭）を深く食い込ませることで島崩しを起こし、地上のボス敵を海に沈める事で面クリアとなる。
敵を足止めできるアイテムや、ウェポンなどといったお助けアイテムが登場する。
『ミスタードリラー』シリーズの世界観を継承したキャラクターデザインになっており、主人公はホリ・タイゾウとして登場し、お助けキャラとしてホリ・ススムが、VSモードの対戦キャラとしてホリ・アタルが登場する。舞台は数々の島国から成るホリネシア共和国となっている。
ステージ構成は12面＋隠し3面の計15ステージで、さらに裏ステージがある。基本的に表と同じ構成の15ステージだが、敵の配置や数、アイテムの配置が違っていたり、全体的に難易度は上がっている。また、ストーリーデモが裏では省略されており、ステージ12クリア後のエンディングが表と異なっている。
また、表では条件を満たすことで出現する隠しステージが特定アイテム取得で出現という条件のため、最終ステージ12へ行く前に攻略することも可能であったが、裏ではステージ12をクリアした後でなければ挑むことができない。

## キャラクター
ホリ・タイゾウ（TAIZO HORI）
本作の主人公で、『ミスタードリラー』シリーズに登場するホリ・ススム、ホリ・アタルの父親。
ディグダグ事件・その翌年の南国島事件（『ディグダグII』）を一人で解決した英雄とされており、コスチュームや掘削機のデザインもディグダグに準拠したものになっている。プーカァやファイガも同じくミスタードリラーシリーズに敵キャラとして登場しているものがある。
本作では息子のススムが街の人気者となっている一方で、タイゾウが活躍した経歴は街の人々から忘れられようとしていた。そんな矢先に今回の事件が発生、もう一度スターに返り咲くためタイゾウの「穴掘り魂」が再燃するという展開になっている。現在の年齢を表した口調で話し、一人称は「ワシ」。
『NAMCO x CAPCOM』にもホリ・タイゾウとして登場。デザインは本作やミスタードリラーシリーズから一転し、リアルタイプで描かれており、また口調も若い青年らしいものとなっている。一人称は「俺」。こちらでは辺境警備隊のバラデューク奇襲作戦において要塞への突入口を開いた特殊工作部隊の生き残りとされている。
『ナムコスーパーウォーズ』にも「ディグダグ」としてゲストキャラ出演を果たし、こちらでは登場早々「子供が3人いるぞ!」と言いながらマッピーと共に仲間に加わる。
ホリ・ススム（SUSUMU HORI）
タイゾウの次男で『ミスタードリラー』シリーズの主人公。本作では愛犬プチとともに父タイゾウの助手役を務める。
ホリ・アタル（ATARU HORI）
タイゾウの長男でススムの兄。父タイゾウと仲が悪い。ただしどちらかといえば、アタルが一方的に忌み嫌っている様子であり、タイゾウはあまり気にかけていない様子であることが対戦モード時始めの2人の会話の様子からうかがえる。家を飛び出して世界を放浪しており、現在はモグリのドリラーをしている。対戦モードで登場し、キャラ特性としては2Pキャラという設定で基本操作や特性の性能差は全く無く、完全に同キャラ扱いである。
トビ・マスヨ （MASUYO TOBI）
ススム、アタルの母親でタイゾウの妻。『バラデューク』の主人公。夫やアタル、ススムとは別居しており、三男タイヨウと暮らしている。酔うと「キス魔」になるため、KISSYというあだ名がある。本作では裏エンディングで登場する。
ゼット博士 （Dr.Z）
ドリラー協会の最幹部組織、ドリラー評議会の一員であり、ドリラー研究所の所長。本作では出張中の弟・タイヨウに代わり、ススムにヘリコプター「ヘリ・ススム」を与え、タイゾウの助手役を務めるように指示する。
プーカァ
お馴染みのゴーグル型の水中眼鏡を掛けた赤色のモンスター。行動パターンもこれまでの作品と同じ。また本作では下記のバリエーションも存在する。
スイミングプーカァ
シュノーケルを付けた青色のプーカァ。通常のプーカァは浸水すると溺死するが、こちらはそれに対して耐性を持っている。また水中を得意とするため、水の中では動きが速くなる。
ファイガ
お馴染みの緑色の怪獣。やはり行動パターンもこれまでの作品と同じ。また本作では下記のバリエーションも存在する。
マグマファイガ
赤茶色の怪獣で、熱に強く溶岩やマグマなどの仕掛けを無力化する。通常のファイガと違い、上方向のみに炎を吐く。水に対しては極端に弱く、水たまりをかけるだけで即死んでしまう。また通常のファイガの場合は横方向からパンクさせると得点が2倍になるが、マグマファイガの場合は炎を吐く上方向からパンクさせた場合に2倍の得点が入る。
スイミングファイガ
スイミングプーカァと同じく水に対して耐性を持っている。また体色が背景と同じなので、見分けがつきにくい。横方向に火炎を吐くが、射程が非常に短く1マス分しか炎を吐けない。
お化けファイガ
永久パターン防止キャラ。地中の敵を残り1匹以下または全滅させると出現する。通常のファイガと同じく横方向に火炎を吐く。序盤では1匹しか出現しないが、中盤以降は2匹出現する。プクプクポンで膨らますこと（足止め）はできるが、パンクさせる（倒す）ことはできない。また「足止めアイテム」や「仕掛け」など一応は通用するが、すぐ復活してしまうので、基本的には逃げるしかない。
地底人
土を掘り進んでいるとたまに登場する。機嫌の良い状態ならタッチすることで高得点のアイテムを出してくれる。他の敵との接触や、モリで突いたりすると機嫌が悪くなってしまい、この状態でタッチすると逆にミスになる。一定時間経過させることで機嫌が直る。
ホリネシア大統領（PRESIDENT）
ホリネシア共和国の大統領で今回の事件解決を当初は部下（＝下記の大臣）へ指示し、ススムに依頼しようとしたが本作での成り行き上、その役割を本人の目の前まで直接乗り込んできたタイゾウにそれを委ねる事になる。
ホリネシア大臣（OFFICIALS）（A～C）
ホリネシア共和国大統領の部下達で、本作における事件への解決に電話でホリ家に依頼要請をする。ススムの事は誰もが有名で皆知っていたが、一方で（その父である）タイゾウの事は全くは知らない為、タイゾウの怒りを買ってしまう。

### ボス敵
全15種類、ボスの名前はラスボスの大怪獣アバレットルを除いて外見上見たままの名前がほとんどである。地中に配置されているエサ（骨付き肉）が、他の敵にタッチされると泡に包まれて地上に送られてしまう。地上に送られる前にモリで突くことにより阻止は可能である。なおエサが送られてしまうと形態が3段階に変化して攻撃や速度がパワーアップしてしまう。またステージによってはボス敵の子分が登場する。地中にいる場合と、ボス敵から生み出される場合がある。これら子分はプーカァやファイガと同じく目変化して土中やひび割れをすり抜け、直接タイゾウに向かってくる。また特殊攻撃を繰り出すこともある。
怪獣
ステージ1のボスで、移動は全くしない。
岩
ステージ2のボスで、ゆっくりと歩き回る。
貝
ステージ3のボスで、島の上をサーキット場のように走り回っている。また地中では子分も登場し、時々横方向に回転アタックを繰り出す。回転中はモリによる攻撃が効かない。
タコ
ステージ4のボスで、まれにビックイを踏みつけてくることがある。また地中では子分も登場し、プクプクポンで倒すと断末魔に上下左右4方向に墨を吐き出す。この墨に当たるとタイゾウは約一秒程の間行動不能になる。
コウモリ
ステージ5のボスで、普段は空を飛んでいるので、ビックイを落とすタイミングが重要。また地中では子分も登場し、時々動きが止まり、この間はモリによる攻撃が効かない。
カモノハシ
ステージ6のボスで、時々地面へ潜って雲隠れをする。またタコ同様にビックイを踏みつけてくることもある。また地中では子分も登場し、時々横方向に1ブロック分穴を掘り進む。
ペンギン
ステージ7のボスで、氷の島の上を歩き回っている。また地中では子分も登場し、時々横方向に氷の塊を作り出し攻撃をしてくる。この氷の塊に当たるとミスになる。
ドラゴン
ステージ8のボスで、すべるように島の上を走っている。また地中では子分も登場し、時々横方向にタックル攻撃を仕掛けてくる。このタックル攻撃はカモノハシの子分同様に1ブロック分の穴を掘る。
バク
ステージ9のボスで、時々大ジャンプしてタイゾウにめがけて襲い掛かってくる。また地中では子分も登場し、足が非常に速くタイゾウをあっという間に追い詰め、ハリーアップになるとそのスピードはさらに増し本作中最速を誇る。タイゾウは「ウェポン」の「ダッシュブーツ」を装備していないと、そのスピードからはまず逃げ切れない。
トカゲ
ステージ10のボスで、島の中央を歩き回っている。時々長い舌でタイゾウを飲み込もうとする。飲み込まれてもミスにはならないが時間のロスとなる。また地中（水中）では子分も登場し、通常はその場を動かないが、時々長い舌でタイゾウを舐めまわすことがあり、舐められると一定時間歩行速度が遅くなってしまう。
マンモス
ステージ11のボスで、砂漠の上を歩き回りニセモノの穴を作り出す。間違って入ると違う場所に飛ばされたり、しばらく動けなくなったりする。
大怪獣アバレットル
本作のラスボス。ステージ12に登場し、地響き攻撃や大きな翼で空を飛び、上空からタイゾウに襲い掛かる。倒せばエンディングとなる。
以下のボスは隠しステージに登場する。
ティラノサウルス
ステージ13のボスで、島の上を猛スピードで暴走し地響き攻撃をしてくる。
プテラノドン
ステージ14のボスで、空を飛び回り、タイゾウにめがけて竜巻で攻撃をしてくる。
プテラノサウルス
ステージ15のボスで、空を飛び回る上、地響き攻撃や上空から火の玉を乱射してくるきわめて凶暴で危険なボス。

## 仕掛け
ビックイ
島崩しを起こすための本作で最も重要な仕掛け。底に落とすまでの間は、他の仕掛けと同じ扱いで敵を巻き込んで潰すことができる。ただしタイゾウ自身も同様に巻き込まれるとミスになる。また島崩しが起き崩落する側にタイゾウがいた場合も同様にミスとなる。しかし巻き込まれた際に島崩しが起き、その際にボス敵を海中に沈める（＝倒す）ことが成功した場合はミスカウントは取られず、なおかつそれ以前にノーミス状態であった場合はノーミスボーナスも得られる。ビックイで敵を潰したときは、通常の岩などで潰すよりも2倍の得点が入る。ステージ内の全てのビックイを底に落としてなおかつボス敵を倒せなかった場合は手詰まりとなり、そのステージの最初からやり直しになってしまう。
岩
お馴染みの仕掛けで、これまで通り真下に落下し、その時に敵やタイゾウを全て巻き込んで潰してしまう。底に落ちると割れて消滅する。また後述の溶岩が冷え固まった状態も同じである。
丸岩
横方向へ転がり、行き止まりになるか、穴に落ちるまで転がり続ける。その時に敵やタイゾウを全て巻き込んで潰してしまう。落下後は割れて画面から消滅する。
鉄球
丸岩と同じく横方向へ転がり、穴に落ちただけでは止まらず、行き止まりになるまで転がり続け、同様に敵やタイゾウを全て巻き込んで潰してしまう。行き止まりに到達すると割れて画面から消滅する。
溶岩
鉄球と同じく横方向へ流れ、行き止まりになるまで流れ続け、同様に敵やタイゾウを全て巻き込んで潰してしまう。行き止まりに到達するとその場で通常の岩に変化する。ただし最下層の場合は消滅する。溶岩はマグマファイガには効かないが、通常の岩に変化した後なら効果はある。
時限爆弾
モリで突くと3秒後に爆発し、3×3マスの範囲にいる全ての敵やタイゾウを巻き込む。
水たまり
溶岩と同じく横方向へ流れ、行き止まりになるまで流れ続け、敵やタイゾウを全て巻き込んで行き止まりに到達するまで流されてしまう。巻き込まれてもミスにはならないが、大幅な時間のロスになる。マグマファイガのみ倒すことができる。
土砂
特定のステージのみ出現する。一定時間ごとに画面上部から出現し、水たまりと同じく横方向へ流れ、行き止まりになるまで流れ続け、敵やタイゾウを全て巻き込んでしまうが、水たまりのように流されることはない。行き止まりに到達するとその場で土に変化する。巻き込まれてもミスにはならないが、多少時間のロスになる。
マグマ
横を掘ると数秒後にその方向へ一直線に噴火し、直線状にいる全ての敵やタイゾウを巻き込む。ただしマグマファイガには全く効かない。
めざまし時計
モリで突くと鳴り響き、敵がその場所へ寄ってくる。
レンガ
ファイガの炎、ビックイの直撃、もしくは超電磁ドリルで破壊ができる。
コンクリート
こちらはビックイの直撃、または超電磁ドリルでのみ破壊ができる。連接しているコンクリートは1回ですべて連鎖反応で壊れる。

## アイテム
ベジタブルターゲット
ビックイを除く「仕掛け」を2つ落下させると、タイゾウのスタート位置に出現する。
無敵バブル
取ると泡のバリアを張る。この間は、水たまりや土砂には影響を受けなくなり、水中では溺れなくなる。また一度だけ敵に当たってもミスにならないが、その場合はバリアは消滅する。ただし岩や鉄球といった仕掛けは防ぐことはできない。また一度外へ出ると効果はなくなる。
ポイントボーナス
特に何の効果も無いアイテムで500点が貰える。主にウェポンパーツや化石のかけらなどのアイテムを一度取得済みで、次回プレイ時に登場する。
スペシャルフラッグ
1UPアイテム。地中の至る所に配置されている。最大残機ストック数は99人まで。
エアカプセル
『ミスタードリラー』シリーズでも登場するアイテム。ステージ10、14のみに登場し、エアメーターを少し回復させる。
ウェポンパーツ
地中の至る所に配置されていて、集めることでウェポンが完成しステージ展開を有利に進めることができる。ウェポンの種類と効力については後述する。
化石のかけら
地中を掘り進んでいると出現する隠しアイテム。集めることで新たなステージが出現する。

### 足止めアイテム
地中の至るところに配置されている。いずれもタイゾウの助けとなるもので取得後、任意で使用可能。ただし一度に持てるアイテムは1つのみで、2つ以上取ると先に取ったアイテムはなくなってしまう。
ボクシンググローブ
一直線上にパンチを放つ。一直線上の敵を奥へ押し返すことができる。多数の敵に追い詰められている状況で効果を発揮する。
稲妻
一定時間タイゾウの周り3×3マスの範囲で稲妻を放つ。周囲の敵をしびれさせることができる。
スペシャル岩
タイゾウの目の前に岩を出現させる。後は通常の岩と同じ扱いで敵を倒すことができる。この岩で敵を倒したときの得点は、通常の岩で倒したときの2倍。
オルゴール
ハリーアップ（敵のスピードアップ）状態を一定時間通常状態に戻すことができる。
磁石
タイゾウの目の前に磁石を出現させ、3×3マスの範囲で近づく敵を固定することができる。これを利用して多数の敵を一箇所に固めビックイなどの仕掛けとを併用すれば高得点の大チャンス。
マンホール
地上への出口を一定時間閉鎖する。この間は敵やタイゾウは外へは出られないが、逆に地上外部からの侵入してくる敵をシャットアウトすることができる。
シュノーケル
ステージ10、14のみに登場し、エアメーターの減少速度が通常の1/2になる。ただし「足止めアイテム」扱いのため、他のアイテムとの併用ができない。

### ススムアイテム
タイゾウの息子ホリ・ススムを呼び出し、援護攻撃を行う。
以下の3点は主にボス敵を島崩しで沈めるための足止めとして使うアイテムである。
ホリバルウ
『ゼビウス』のパロディで、地上にいるボス敵に「ブラスター」や「ザッパー」で攻撃してダメージを蓄積させると一定時間足止めができる。
ホリーX
『ラリーX』のパロディで、マシンに乗ったススムを操作して島の上を走り、「煙幕攻撃」でボス敵の動きを一定時間足止めできる。
バクダン
ヘリを操縦し、ボス敵の頭上から投下させると爆風で一定時間足止めができる。
以下の2点は主にビックイの調整に関するアイテムである。
ドライバー
ヘリを操縦し、ビックイの向き（クラックの入る方向）を変えることができる。時間内なら何本でも調整は可能。ただし底に落ち切ったビックイ（＝既にクラックが入ったもの）は不可。
オモリ
ヘリを操縦し、ビックイの上で投下させると一発でクラックを入れることができる。対象となるのは1本のビックイのみ。またこれで島崩しが起きた場合は上記同様で崩落する側にタイゾウがいた場合はミスとなるが、ボス敵を倒すことに成功した場合はミスカウントは取られない。

### ウェポン
地中に散らばっているパーツを集めていくことで各ウェポンが完成し、次回以降のステージで使用が可能になる。ただし使うためにはルーレットで目的のウェポンを引き当てる必要がある。一度に使えるのは1種類のみで、2種類以上の同時装備はできない。
ブロックポップ
1ブロック分の土を作り出す。作り出すにはあらかじめ地中を数ブロック以上掘り進んで1ブロック分をストックする必要があり、無制限に使うことができない。
ドリドリドリル
土を掘り進む速度が通常より速くなる。
モリロング
モリが通常の2倍の長さまで伸びる。離れた敵に有効。
トルネードリル
竜巻を起こし目の前から3ブロック先まで土を掘り進む。
ダッシュブーツ
移動速度が上がり敵の追跡から簡単に逃げ切れる。ただし、土を掘っている間は効力が発揮されない。
一発ポン
突き刺されば通常の倍速で敵をパンクさせる。通常版と共用できるので足止めには通常版、敵を殺すときは一発ポンと使い分けが可能。
超電磁ドリル
コンクリートブロックやレンガなど、通常では壊せないブロックや岩などの仕掛けを破壊できる。
アクアラング
シュノーケルと同様に水中時のエアメーターの減少速度がこちらは通常の1/4になる。シュノーケルと違い「ウェポン」であるため他の「足止めアイテム」と併用ができる。水中ステージの無い面では全く役に立たない。
ジェットランドセル
6マス分前方向へ高速移動ができる。この時は土を掘る速度も同時に速くなる。ただし一旦動き出すと、6マス進むまでは途中で方向転換や停止はできない。
ノロノロタイマー
ハリーアップ（敵のスピードアップ）までの時間を2倍に延長する。